# Ialma
Ialma es un quinteto femenino
. Sus componentes, afincadas en Bélgica, cantan canciones tradicionales, en gallego y otras lenguas, así como realizan nuevas versiones de temas actuales, adaptándolos a ese estilo.

## Discografía
- Palabras darei (2000)

- Marmuladas (2002)

- Nova Era (2007)

- Simbiose (2011)

- Camiño (2016)